# ボルトン川 (マニトバ州)
ボルトン川（ボルトンがわ）はカナダのマニトバ州を流れる、ヘイズ川水系の河川。
ボルトン川の水源はモルソン湖の南約20ｋｍにあるマスキータソナン湖である。そこから北東へ流れ、リトルボルトン湖、ラッシュフォース湖、ボルトン湖と通過する。ボルトン湖ではNikik川が合流する。ボルトン湖からはカクーシス湖を経てAswapiswanan湖へ注ぐ。そこからはミンク川となり、タッチウッド湖などを経てゴッズ湖に至る。